# Kirnitzschtal
Kkirnitzschtal è un comune tedesco del libero stato della Sassonia, nel circondario della Svizzera Sassone-Monti Metalliferi Orientali (Sächsische Schweiz-Osterzgebirge). Fa parte della comunità amministrativa di Sebnitz.

## Storia
Nel territorio comunale si trova il sottocampo di concentramento di Schwarzheide, usato dalle SS per l'internamento di cechi e di ebrei nel periodo della seconda guerra mondiale.

## Geografia fisica
Il comune è situato nella parte meridionale della Svizzera Sassone ed inserita nel contesto naturalistico di quest'ultima. Sorge al centro della valle del fiume Kirnitzsch ed a breve distanza dai confini con la Repubblica Ceca, con cui il territorio comunale confina. Da Sebnitz dista circa 5 km, 10 da Bad Schandau, 27 da Pirna, 30 da Děčín e 52 da Dresda.

## Geografia antropica

### Suddivisioni amministrative
Kirnitzschtal, costituito nella medesima forma che in Italia si ha per i comuni sparsi, si compone di 5 frazioni:
- Altendorf : La frazione, a 320 m s.l.m., si trova nella parte occidentale del comune, sulla strada S 154, fra Bad Schandau e Mittelndorf. La stazione ferroviaria più vicina, a circa 3 km e sulla linea Pirna-Bad Schandau, è Goßdorf-Kohlmühle.
- Mittelndorf : La frazione è situata nella parte centro-occidentale del comune, sulla strada S 154, fra Altendorf e Lichtenhain. Sorge ad un'altezza di 320 m s.l.m. e conta una piccola stazione ferroviaria, distante 3 km ed in zona boschiva, sulla linea Pirna-Neustadt in Sachsen-Sebnitz-Bad Schandau.
- Lichtenhain : La frazione, sede municipale, è situata nella parte centrale del comune sulla strada S 154, fra Mittelndorf e Sebnitz. Sorge a 330 m s.l.m., conta una cascata turistica ed è capolinea di una piccola ferrovia di tipo tranviario (la "Kirnitzschtalbahn") proveniente da Bad Schandau.
- Ottendorf : La frazione è situata nella parte centro-orientale del comune, a sud di Sebnitz ed a pochi chilometri di distanza dal confine ceco. Sorge a 320 m s.l.m. a metà strada fra Lichtenhain e Saupsdorf, con cui non è direttamente collegata stradalmente.
- Saupsdorf : La frazione è situata nel lato orientale del comune, a meno di 1 km dal confine ceco ed a 347 m s.l.m. Sorge sulla strada S 165 che collega Sebnitz con Bad Schandau e si trova a circa 3 km dalla frazione di Hinterhermsdorf (Sebnitz).

## Galleria d'immagini

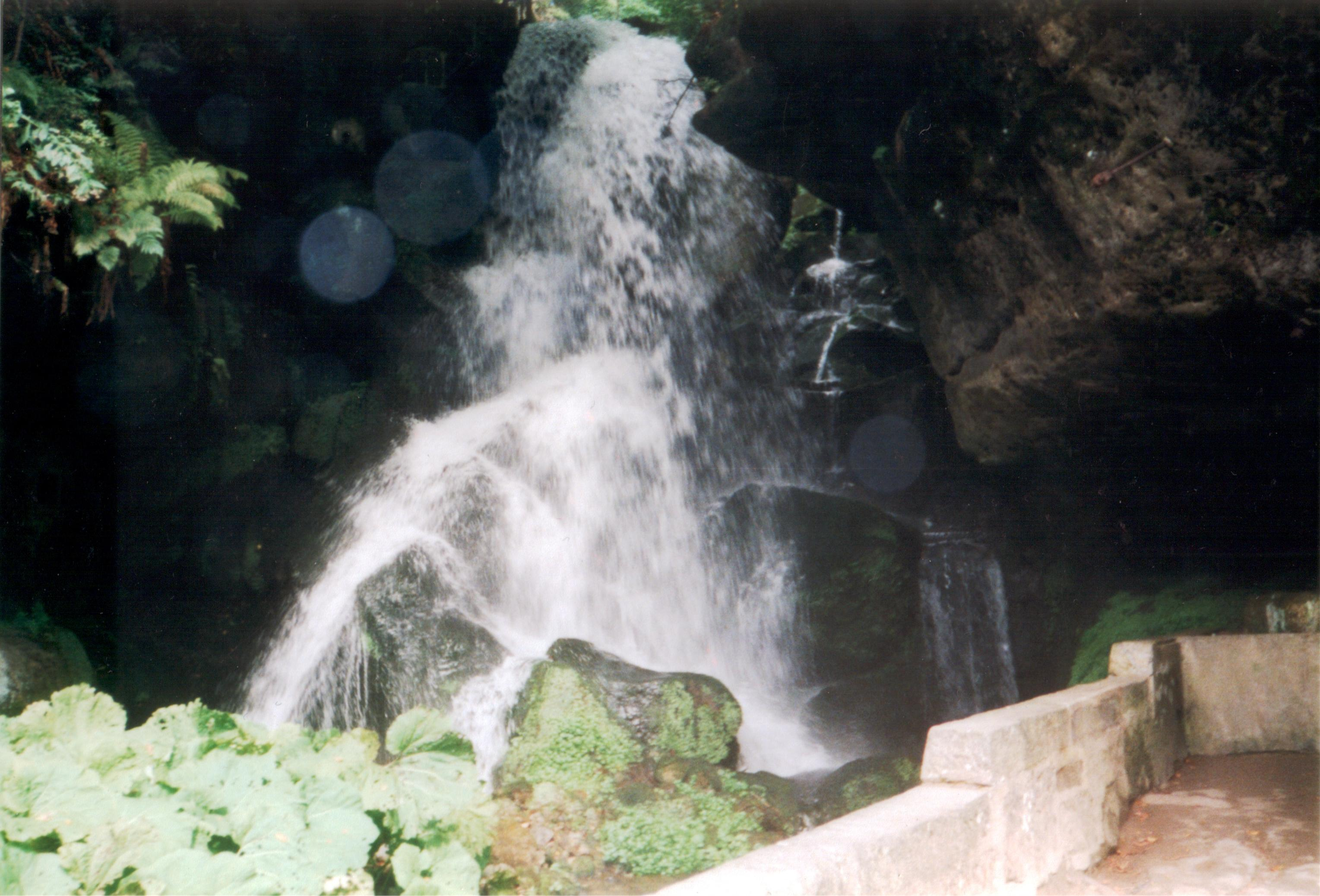
La cascata di Lichtenhain
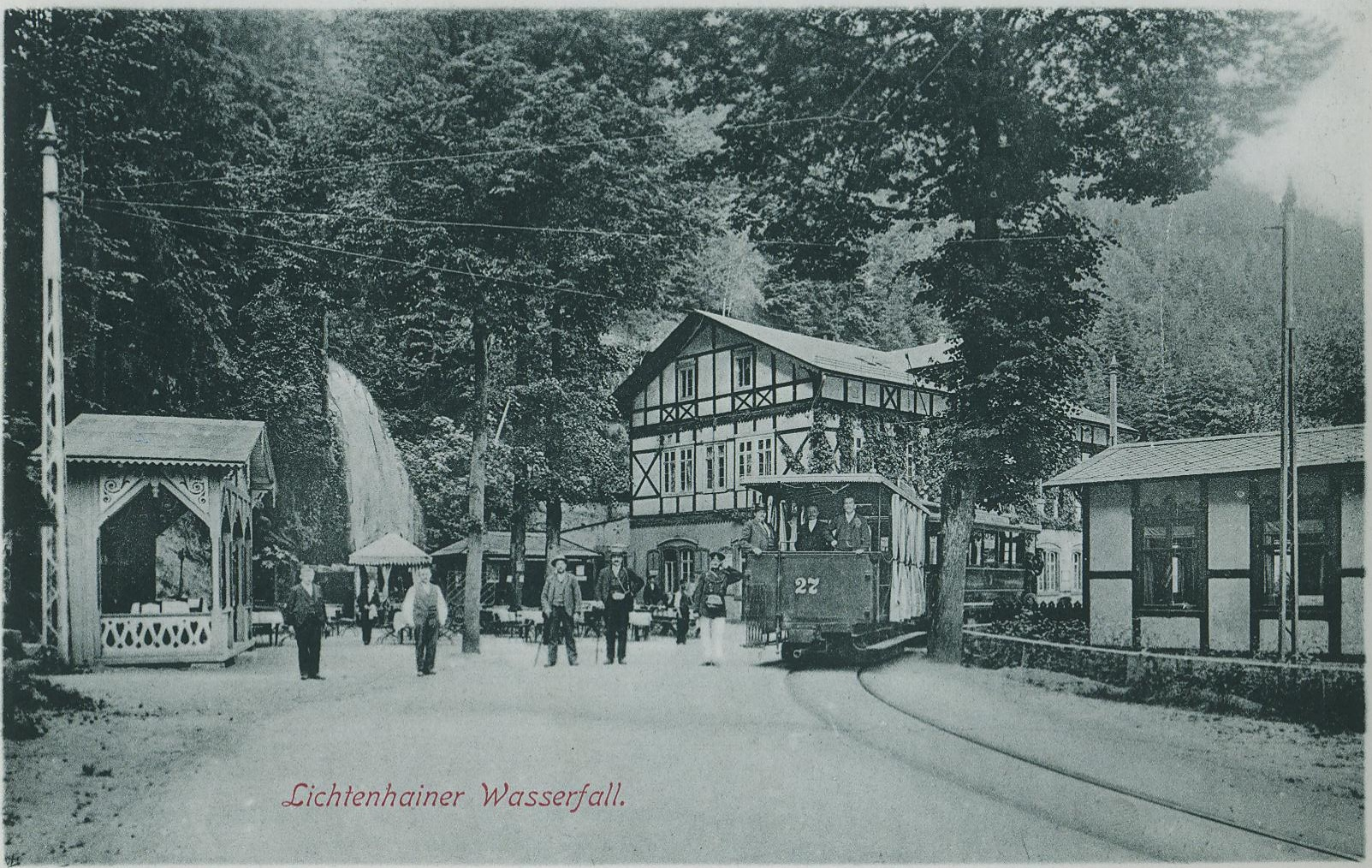
La fermata tranviaria Lichtenhainer Wasserfall all'inizio del XX secolo
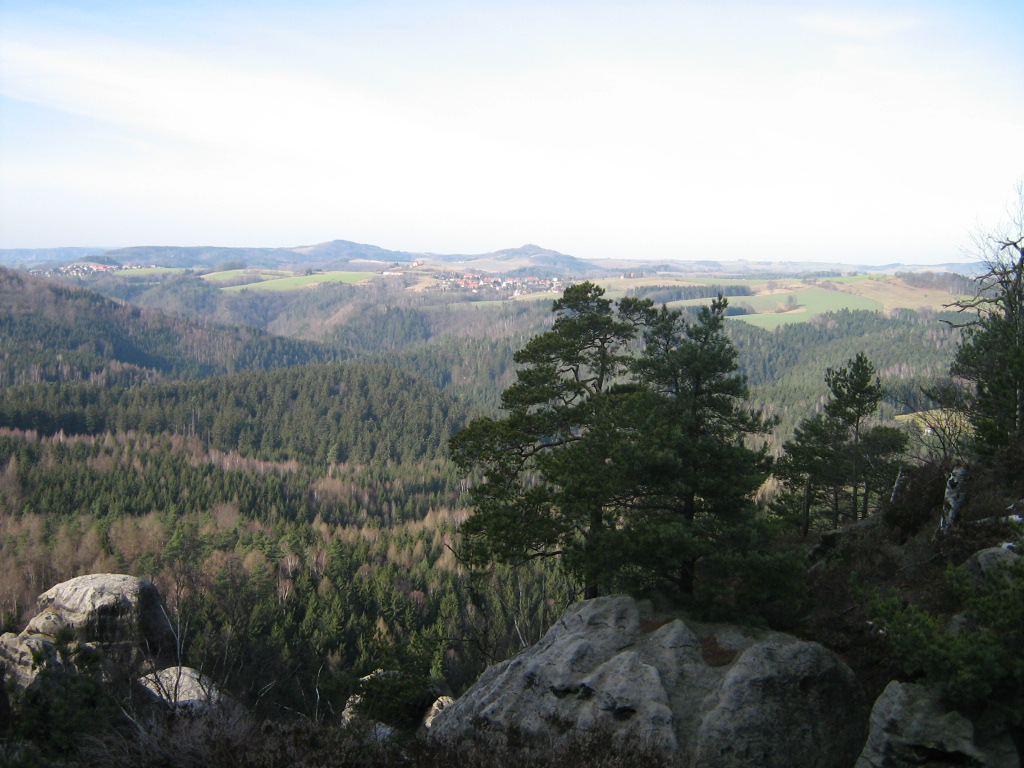
Veduta di Mittelndorf dalle rocce "Affernsteine"
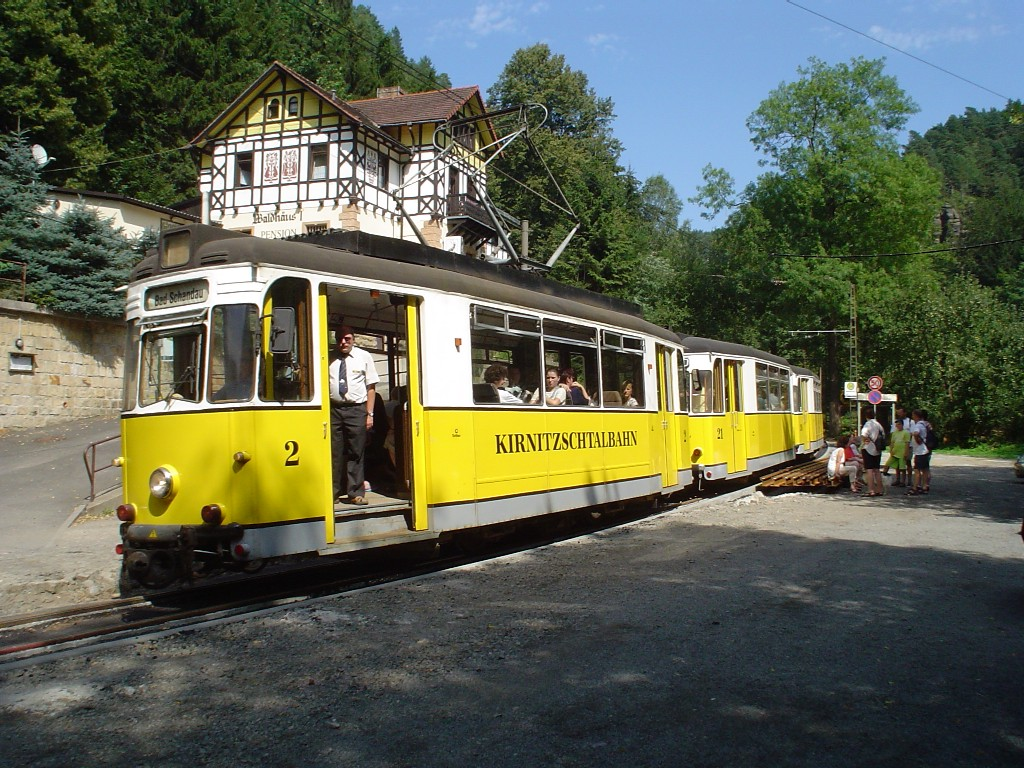
Un tram della Kirnitzschtalbahn a Forsthaus, presso Mittelndorf